# Jan Lipa
Jan Lipa, roz. Daniš (19. ledna 1940, Beluša, Slovensko – 15. října 2012, Ostrava), byl český olašský král.
Jako dítě ještě zažil kočování, posléze žil dlouho v USA a Kanadě. Po sametové revoluci se vrátil natrvalo do Československa a žil v Ostravě. Olašským králem byl zvolen v roce 2001, po smrti svého předchůdce, Josefa Smolky, v roce 1999. Jeho volba nebyla avšak celou olašskou komunitou přijata. V roce 2011 byl odsouzen za fyzické napadení úřednice městského obvodu Ostrava-Jih při vyřizování sociálních dávek.
Na jeho pohřbu se sešly stovky smutečních hostí, obřad se konal v Katedrále Božského Spasitele v Ostravě. Je pohřben na hřbitově ve Slezské Ostravě.